# Liga dos Campeões da UEFA de Futebol Feminino de 2022–23
A Liga dos Campeões da UEFA de Futebol Feminino de 2022–2023 é a 22ª edição da maior competição de clubes europeus de futebol feminino organizada pela UEFA. É a 14ª edição desde que foi renomeada de Taça UEFA de Futebol Feminino para Liga dos Campeões de Futebol Feminino, e a segunda com fase de grupos.
A final será disputada no Philips Stadion, em Eindhoven, nos Países Baixos. A vencedora da Liga dos Campeões de 2022–2023 ganhará uma vaga direta na fase de grupos da edição seguinte.

## Alocação da equipe por associação
Um total de 71 equipes de 49 das 55 federações membras da UEFA participam na Liga dos Campeões de Futebol Feminino de 2022–23 (a exceções são  Andorra, Liechtenstein e San Marino que não organizam uma liga nacional, Azerbaijão e Gibraltar que não classificaram nenhum representante, e a Rússia que teve seus clubes de futebol suspensos das competições da UEFA). A classificação das federações com base nos coeficientes das federações da UEFA é usada para determinar o número de equipas participantes para cada federação:
- As associações 1 a 6 têm cada uma três equipes qualificadas.
- As associações 7 a 16 têm cada uma duas equipes qualificadas.
- Todas as outras associações (exceto a Rússia), se entraram, cada uma tem uma equipe qualificada.
- Os vencedores da Liga dos Campeões da UEFA de 2021-2022 recebem uma entrada adicional se não se qualificarem para a Liga dos Campeões da UEFA 2022-2023 através da sua liga nacional.

### Classificação da associação
Para a Liga dos Campeões Feminina da UEFA 2022-2023, as federações recebem alocações de acordo com os coeficientes das equipes femininas da UEFA em 2021, o que leva em consideração o seu desempenho nas competições europeias de 2016–17 a 2021–22.
| Pos. | Associações        | Coef.  | Equipes |
| ---- | ------------------ | ------ | ------- |
| 1    | França             | 92.000 | 3       |
| 2    | Alemanha           | 75.500 | 3       |
| 3    | Inglaterra         | 56.500 | 3       |
| 4    | Espanha            | 64.000 | 3       |
| 5    | Suécia             | 40.500 | 3       |
| 6    | República Tchéquia | 36.500 | 3       |
| 7    | Dinamarca          | 34.500 | 2       |
| 8    | Países Baixos      | 30.000 | 2       |
| 9    | Cazaquistão        | 29.000 | 2       |
| 10   | Itália             | 26.000 | 2       |
| 11   | Islândia           | 25.000 | 2       |
| 12   | Noruega            | 24.000 | 2       |
| 13   | Escócia            | 23.000 | 2       |
| 14   | Suíça              | 23.000 | 2       |
| 15   | Belarus            | 21.000 | 2       |
| 16   | Áustria            | 20.000 | 2       |
| 17   | Rússia [Nota RUS]  | 17.500 | 0       |
| 18   | Chipre             | 16.000 | 1       |
| 19   | Lituânia           | 15.500 | 1       |

| Pos. | Associações          | Coef.  | Equipes |
| ---- | -------------------- | ------ | ------- |
| 20   | Sérvia               | 14.500 | 1       |
| 21   | Polônia              | 14.500 | 1       |
| 22   | Ucrânia              | 13.000 | 1       |
| 23   | Portugal             | 12.000 | 1       |
| 24   | Bósnia e Herzegovina | 12.000 | 1       |
| 25   | Bélgica              | 11.500 | 1       |
| 26   | Romênia              | 10.000 | 1       |
| 27   | Albânia              | 9.000  | 1       |
| 28   | Hungria              | 9.000  | 1       |
| 29   | Finlândia            | 8.500  | 1       |
| 30   | Turquia              | 7.500  | 1       |
| 31   | Grécia               | 7.500  | 1       |
| 32   | Eslovênia            | 6.000  | 1       |
| 33   | Croácia              | 7.000  | 1       |
| 34   | Irlanda              | 6.500  | 1       |
| 35   | Kosovo               | 5.000  | 1       |
| 36   | Eslováquia           | 5.000  | 1       |
| 37   | Israel               | 5.000  | 1       |

| Pos. | Associações        | Coef. | Equipes |
| ---- | ------------------ | ----- | ------- |
| 38   | Bulgária           | 4.500 | 1       |
| 39   | País de Gales      | 4.500 | 1       |
| 40   | Estônia            | 4.500 | 1       |
| 41   | Montenegro         | 4.000 | 1       |
| 42   | Geórgia            | 3.000 | 1       |
| 43   | Ilhas Faroe        | 3.000 | 1       |
| 44   | Irlanda do Norte   | 2.000 | 1       |
| 45   | Malta              | 1.500 | 1       |
| 46   | Moldávia           | 1.500 | 1       |
| 47   | Letónia            | 1.000 | 1       |
| 48   | Macedônia do Norte | 1.000 | 1       |
| 49   | Luxemburgo         | 1.000 | 1       |
| 50   | Armênia            | 1.000 | 1       |
| NR   | Azerbaijão         | —     | NE      |
| NR   | Gibraltar          | —     | NE      |
| NR   | Andorra            | —     | NL      |
| NR   | Liechtenstein      | —     | NL      |
| NR   | San Marino         | —     | NL      |

Notas
- NR: Não ranqueado (associação que não entrou em nenhuma temporada da computação dos coeficientes)
- NE: Não entrou
- NL: Não possui uma liga nacional feminina

### Distribuição
|                            |                                   | Times entrando nessa fase                                                                        | Times que avançaram da fase anterior                                                             |
| -------------------------- | --------------------------------- | ------------------------------------------------------------------------------------------------ | ------------------------------------------------------------------------------------------------ |
| 1ª Rodada (mini-torneio)   | Caminho dos Campeões (42 equipes) | - 42 campeões de associações 8 a 50 (exceto a Rússia)                                            |                                                                                                  |
| 1ª Rodada (mini-torneio)   | Caminho da Liga (16 equipes)      | - 6 terceiros classificados das associações 1-6 - 10 segundos classificados das associações 7-16 |                                                                                                  |
| 2ª rodada                  | Caminho dos Campeões (14 equipes) | - 3 campeões das associações 5-7                                                                 | - 11 vencedores da rodada 1 (Caminho dos Campeões)                                               |
| 2ª rodada                  | Caminho da Liga (10 equipes)      | - 6 segundos classificados das associações 1-6                                                   | - 4 vencedores da Rodada 1 (Caminho da Liga)                                                     |
| Fase de grupos (16 times)  | Fase de grupos (16 times)         | - 4 campeões das associações 1–4 (incluindo o detentor do título Lyon)                           | - 7 vencedores da 2ª rodada (Caminho dos Campeões) - 5 vencedores da 2ª rodada (Caminho da Liga) |
| Fase mata-mata (8 equipes) | Fase mata-mata (8 equipes)        |                                                                                                  | - 4 vencedores da fase de grupos - 4 segundos colocados da fase de grupos                        |

### Equipes
Os rótulos entre parênteses mostram como cada equipe se classificou para o local de sua rodada inicial:
- TH: detentor do título da Liga dos Campeões
- 1ª, 2ª, 3ª: Posições da liga da temporada anterior
- Abd-: Posições da liga na temporada abandonada devido à pandemia de COVID-19 na Europa, conforme determinado pela federação nacional

As duas pré-eliminatórias, rodada 1 e rodada 2, são divididas em Caminho dos Campeões (CC) e Caminho da Liga (CL).
| Rodada de entrada               | Rodada de entrada | Times                    | Times                                   | Times                     | Times                  |
| ------------------------------- | ----------------- | ------------------------ | --------------------------------------- | ------------------------- | ---------------------- |
| Fase de grupos                  | Fase de grupos    | LyonTH (1°)              | Wolfsburg (1°)                          | Chelsea (1°)              | Barcelona (1º)         |
| Segunda rodada de qualificação  | CC                | Rosengård (1°)           | Slavia Praha (1º)                       | HB Køge (1°)              |                        |
| Segunda rodada de qualificação  | CL                | Paris Saint-Germain (2°) | Bayern de Munique (2°)                  | Arsenal (2°)              | Real Sociedad (2º)     |
| Segunda rodada de qualificação  | CL                | BK Häcken (2°)           | Sparta Praga (2°)                       |                           |                        |
| Primeira rodada de qualificação | CC                | Twente (1°)              | BIIK Kazygurt (1°)                      | Juventus (1°)             | Valur (1°)             |
| Primeira rodada de qualificação | CC                | SK Brann (1°)            | Rangers (1°)                            | Zürich (1°)               | Dinamo-BGU Minsk (1º)  |
| Primeira rodada de qualificação | CC                | St. Pölten (1°)          | Apollon Limassol (1°)                   | Gintra Universitetas (1°) | Subotica (1°)          |
| Primeira rodada de qualificação | CC                | UKS SMS Łódź (1°)        | Zhytlobud-2 Kharkiv (Abd-1°) [Nota UCR] | Benfica (1°)              | SFK 2000 Sarajevo (1°) |
| Primeira rodada de qualificação | CC                | Anderlecht (1°)          | Olimpia Cluj (1°)                       | Vllaznia (1°)             | Ferencváros (1°)       |
| Primeira rodada de qualificação | CC                | KuPS (1°)                | ALG Spor (1°)                           | PAOK (1°)                 | Pomurje (1°)           |
| Primeira rodada de qualificação | CC                | ŽNK Split (1°)           | Shelbourne (1°)                         | EP-COM Hajvalia (1°)      | Spartak Myjava (1°)    |
| Primeira rodada de qualificação | CC                | Kiryat Gat (1°)          | Lokomotiv Stara (1°)                    | Swansea City (1°)         | Flora (1°)             |
| Primeira rodada de qualificação | CC                | Breznica Pljevlja (1°)   | Lanchkhuti (1°)                         | KÍ (1°)                   | Glentoran (1°)         |
| Primeira rodada de qualificação | CC                | Birkirkara (1°)          | Agarista-ȘS Anenii Noi (2°)             | Rīga (1°)                 | Ljuboten (1°)          |
| Primeira rodada de qualificação | CC                | Racing Luxembourg (1°)   | Hayasa (1°)                             |                           |                        |
| Primeira rodada de qualificação | LP                | Paris (3°)               | Eintracht Frankfurt (3°)                | Manchester City (3°)      | Real Madrid (3°)       |
| Primeira rodada de qualificação | LP                | Kristianstads (3°)       | Slovácko (3°)                           | Fortuna Hjørring (2°)     | Ajax (2°)              |
| Primeira rodada de qualificação | LP                | Tomiris-Turan (2°)       | Roma (2°)                               | Breiðablik (2°)           | Rosenborg (2°)         |
| Primeira rodada de qualificação | LP                | Glasgow City (2°)        | Servette (2°)                           | FC Minsk (2°)             | Sturm Graz (2º)        |

Notas
- Rússia (RUS)RUS : Em 28 de fevereiro de 2022, os clubes e seleções nacionais de futebol russos foram suspensos das competições da FIFA e da UEFA devido à invasão da Ucrânia pela Rússia em 2022. Em 2 de maio de 2022, a UEFA confirmou que os clubes russos seriam excluídos das competições da UEFA de 2022–23.[2]

- Ucrânia (UCR)UCR : A Liga Feminina Ucraniana de 2021–22 foi abandonada devido à invasão da Ucrânia pela Rússia em 2022 (24 de fevereiro de 2022).[6] A melhor equipe da liga no momento do abandono (meio da temporada), Zhytlobud-2 Kharkiv, foi selecionada para jogar na Liga dos Campeões Feminina da UEFA de 2022–23 pela Associação Ucraniana de Futebol, entrando na 1º rodada.[7]

## Calendário
O cronograma da competição é o seguinte.
| Fase           | Rodada                | Data do sorteio       | Jogo de ida                                         | Jogo de volta                                          |
| -------------- | --------------------- | --------------------- | --------------------------------------------------- | ------------------------------------------------------ |
| Qualificação   | Primeira eliminatória | 24 de junho de 2022   | 18 de agosto de 2022 (semifinais)                   | 21 de agosto de 2022 (final e partidas de chaveamento) |
| Qualificação   | Segunda eliminatória  | 31 de agosto de 2022  | 20–21 de setembro de 2022                           | 28–29 de setembro de 2022                              |
| Fase de grupos | Primeira rodada       | 3 de outubro de 2022  | 19–20 de outubro de 2022                            | 19–20 de outubro de 2022                               |
| Fase de grupos | Segunda rodada        | 3 de outubro de 2022  | 26–27 de outubro de 2022                            | 26–27 de outubro de 2022                               |
| Fase de grupos | Terceira rodada       | 3 de outubro de 2022  | 23–24 de novembro de 2022                           | 23–24 de novembro de 2022                              |
| Fase de grupos | Quarta rodada         | 3 de outubro de 2022  | 7–8 de dezembro de 2022                             | 7–8 de dezembro de 2022                                |
| Fase de grupos | Quinta rodada         | 3 de outubro de 2022  | 15–16 de dezembro de 2022                           | 15–16 de dezembro de 2022                              |
| Fase de grupos | Sexta rodada          | 3 de outubro de 2022  | 21–22 de dezembro de 2022                           | 21–22 de dezembro de 2022                              |
| Fase final     | Quartas de final      | 20 de janeiro de 2023 | 21–22 de março de 2023                              | 29–30 de março de 2023                                 |
| Fase final     | Semifinais            | 20 de janeiro de 2023 | 22-23 de abril de 2023                              | 29-30 de abril de 2023                                 |
| Fase final     | Final                 | 20 de janeiro de 2023 | 4 de junho de 2023 no Philips Stadion, em Eindhoven | 4 de junho de 2023 no Philips Stadion, em Eindhoven    |

## Rodadas de Qualificação

### Primeira eliminatória
O sorteio da primeira eliminatória foi realizado em 24 de Junho de 2022. Um total de 58 equipes disputaram a primeira eliminatória.

#### Caminho dos Campeões
Torneio 1
Anfitrião: Pomurje
|  | Semifinais   | Semifinais   |   |              | Final          | Final |  |
|  |              |              |   |              |                |       |  |
|  | 18 de Agosto |              |   |              |                |       |  |
|  | Valur        | 2            |   |              |                |       |  |
|  | Hayasa       | 0            |   |              |                |       |  |
|  |              |              |   |              |                |       |  |
|  |              |              |   |              | 21 de Agosto   |       |  |
|  |              |              |   |              | Valur          | 3     |  |
|  |              | Shelbourne   | 0 |              |                |       |  |
|  |              |              |   |              |                |       |  |
|  |              |              |   |              |                |       |  |
|  |              |              |   |              | Terceiro lugar |       |  |
|  | 18 de Agosto | 18 de Agosto |   | 21 de Agosto | 21 de Agosto   |       |  |
|  | Pomurje      | 0            |   | Hayasa       | 1              |       |  |
|  | Shelbourne   | 1            |   |              | Pomurje        | 2     |  |

Torneio 2
Anfitrião:  PAOK
|  | Semifinais   | Semifinais   |   |              | Final          | Final |  |
|  |              |              |   |              |                |       |  |
|  | 18 de Agosto |              |   |              |                |       |  |
|  | PAOK         | 2            |   |              |                |       |  |
|  | Swansea City | 0            |   |              |                |       |  |
|  |              |              |   |              |                |       |  |
|  |              |              |   |              | 21 de Agosto   |       |  |
|  |              |              |   |              | PAOK           | 0     |  |
|  |              | Rangers      | 4 |              |                |       |  |
|  |              |              |   |              |                |       |  |
|  |              |              |   |              |                |       |  |
|  |              |              |   |              | Terceiro lugar |       |  |
|  | 18 de Agosto | 18 de Agosto |   | 21 de Agosto | 21 de Agosto   |       |  |
|  | Ferencváros  | 1            |   | Swansea City | 0              |       |  |
|  | Rangers      | 3            |   |              | Ferencváros    | 7     |  |

Torneio 3
Anfitrião:  ŽNK Split
|  | Semifinais          | Semifinais    |   |              | Final               | Final |  |
|  |                     |               |   |              |                     |       |  |
|  | 18 de Agosto        |               |   |              |                     |       |  |
|  | Zhytlobud-2 Kharkiv | 5             |   |              |                     |       |  |
|  | Lanchkhuti          | 0             |   |              |                     |       |  |
|  |                     |               |   |              |                     |       |  |
|  |                     |               |   |              | 21 de Agosto        |       |  |
|  |                     |               |   |              | Zhytlobud-2 Kharkiv | 2     |  |
|  |                     | BIIK Kazygurt | 0 |              |                     |       |  |
|  |                     |               |   |              |                     |       |  |
|  |                     |               |   |              |                     |       |  |
|  |                     |               |   |              | Terceiro lugar      |       |  |
|  | 18 de Agosto        | 18 de Agosto  |   | 21 de Agosto | 21 de Agosto        |       |  |
|  | BIIK Kazygurt       | 5             |   | Lanchkhuti   | 0                   |       |  |
|  | ŽNK Split           | 1             |   |              | ŽNK Split           | 2     |  |

Torneio 4
Anfitrião:  Apollon Limassol
|  | Semifinais       | Semifinais   |   |              | Final            | Final |  |
|  |                  |              |   |              |                  |       |  |
|  | 18 de Agosto     |              |   |              |                  |       |  |
|  | Apollon Limassol | 3            |   |              |                  |       |  |
|  | Rīga             | 0            |   |              |                  |       |  |
|  |                  |              |   |              |                  |       |  |
|  |                  |              |   |              | 21 de Agosto     |       |  |
|  |                  |              |   |              | Apollon Limassol | 0     |  |
|  |                  | Zürich       | 1 |              |                  |       |  |
|  |                  |              |   |              |                  |       |  |
|  |                  |              |   |              |                  |       |  |
|  |                  |              |   |              | Terceiro lugar   |       |  |
|  | 18 de Agosto     | 18 de Agosto |   | 21 de Agosto | 21 de Agosto     |       |  |
|  | Zürich           | 6            |   | Rīga (pro)   | 2                |       |  |
|  | KÍ               | 0            |   |              | KÍ               | 1     |  |

Torneio 5
Anfitrião:  UKS SMS Łódź
|  | Semifinais           | Semifinais   |      |                      | Final            | Final |  |
|  |                      |              |      |                      |                  |       |  |
|  | 18 de Agosto         |              |      |                      |                  |       |  |
|  | Gintra Universitetas | 0            |      |                      |                  |       |  |
|  | KuPS                 | 2            |      |                      |                  |       |  |
|  |                      |              |      |                      |                  |       |  |
|  |                      |              |      |                      | 21 de Agosto     |       |  |
|  |                      |              |      |                      | KuPS (pro) (pen) | 2(4)  |  |
|  |                      | Anderlecht   | 2(3) |                      |                  |       |  |
|  |                      |              |      |                      |                  |       |  |
|  |                      |              |      |                      |                  |       |  |
|  |                      |              |      |                      | Terceiro lugar   |       |  |
|  | 18 de Agosto         | 18 de Agosto |      | 21 de Agosto         | 21 de Agosto     |       |  |
|  | Anderlecht           | 3            |      | Gintra Universitetas | 0                |       |  |
|  | UKS SMS Łódź         | 2            |      |                      | UKS SMS Łódź     | 1     |  |

Torneio 6
Anfitrião:  Juventus
|  | Semifinais        | Semifinais   |   |              | Final             | Final |  |
|  |                   |              |   |              |                   |       |  |
|  | 18 de Agosto      |              |   |              |                   |       |  |
|  | Flora             | 0            |   |              |                   |       |  |
|  | Kiryat Gat        | 5            |   |              |                   |       |  |
|  |                   |              |   |              |                   |       |  |
|  |                   |              |   |              | 21 de Agosto      |       |  |
|  |                   |              |   |              | Kiryat Gat        | 1     |  |
|  |                   | Juventus     | 3 |              |                   |       |  |
|  |                   |              |   |              |                   |       |  |
|  |                   |              |   |              |                   |       |  |
|  |                   |              |   |              | Terceiro lugar    |       |  |
|  | 18 de Agosto      | 18 de Agosto |   | 21 de Agosto | 21 de Agosto      |       |  |
|  | Juventus          | 4            |   | Flora        | 1                 |       |  |
|  | Racing Luxembourg | 0            |   |              | Racing Luxembourg | 3     |  |

Torneio 7
Anfitrião:  Olimpia Cluj
|  | Semifinais               | Semifinais   |   |              | Final             | Final |  |
|  |                          |              |   |              |                   |       |  |
|  | 18 de Agosto             |              |   |              |                   |       |  |
|  | SFK 2000 Sarajevo        | 4            |   |              |                   |       |  |
|  | Birkirkara               | 0            |   |              |                   |       |  |
|  |                          |              |   |              |                   |       |  |
|  |                          |              |   |              | 21 de Agosto      |       |  |
|  |                          |              |   |              | SFK 2000 Sarajevo | 2     |  |
|  |                          | Olimpia Cluj | 1 |              |                   |       |  |
|  |                          |              |   |              |                   |       |  |
|  |                          |              |   |              |                   |       |  |
|  |                          |              |   |              | Terceiro lugar    |       |  |
|  | 18 de Agosto             | 18 de Agosto |   | 21 de Agosto | 21 de Agosto      |       |  |
|  | Olimpia Cluj (pro) (pen) | 0(4)         |   | Birkirkara   | 2                 |       |  |
|  | Glentoran                | 0(2)         |   |              | Glentoran         | 1     |  |

Torneio 8
Anfitrião:  Twente
|  | Semifinais             | Semifinais   |   |                 | Final                  | Final |  |
|  |                        |              |   |                 |                        |       |  |
|  | 18 de Agosto           |              |   |                 |                        |       |  |
|  | Benfica                | 9            |   |                 |                        |       |  |
|  | EP-COM Hajvalia        | 0            |   |                 |                        |       |  |
|  |                        |              |   |                 |                        |       |  |
|  |                        |              |   |                 | 21 de Agosto           |       |  |
|  |                        |              |   |                 | Benfica                | 2     |  |
|  |                        | Twente       | 1 |                 |                        |       |  |
|  |                        |              |   |                 |                        |       |  |
|  |                        |              |   |                 |                        |       |  |
|  |                        |              |   |                 | Terceiro lugar         |       |  |
|  | 18 de Agosto           | 18 de Agosto |   | 21 de Agosto    | 21 de Agosto           |       |  |
|  | Twente                 | 13           |   | EP-COM Hajvalia | 7                      |       |  |
|  | Agarista-ȘS Anenii Noi | 0            |   |                 | Agarista-ȘS Anenii Noi | 0     |  |

Torneio 9
Anfitrião:  Ljuboten
|  | Semifinais       | Semifinais   |   |                 | Final            | Final |  |
|  |                  |              |   |                 |                  |       |  |
|  | 18 de Agosto     |              |   |                 |                  |       |  |
|  | Dinamo-BGU Minsk | 5            |   |                 |                  |       |  |
|  | Lokomotiv Stara  | 0            |   |                 |                  |       |  |
|  |                  |              |   |                 |                  |       |  |
|  |                  |              |   |                 | 21 de Agosto     |       |  |
|  |                  |              |   |                 | Dinamo-BGU Minsk | 0     |  |
|  |                  | St. Pölten   | 3 |                 |                  |       |  |
|  |                  |              |   |                 |                  |       |  |
|  |                  |              |   |                 |                  |       |  |
|  |                  |              |   |                 | Terceiro lugar   |       |  |
|  | 18 de Agosto     | 18 de Agosto |   | 21 de Agosto    | 21 de Agosto     |       |  |
|  | St. Pölten       | 7            |   | Lokomotiv Stara | 5                |       |  |
|  | Ljuboten         | 0            |   |                 | Ljuboten         | 1     |  |

Torneio 10
Anfitrião:  Breznica Pljevlja
|  | Semifinais - 18 de Agosto | Semifinais - 18 de Agosto | Semifinais - 18 de Agosto |  |  | Final - 21 de Agosto | Final - 21 de Agosto | Final - 21 de Agosto |
|  |                           |                           |                           |  |  |                      |                      |                      |
|  |                           |                           |                           |  |  | Vllaznia             | Vllaznia             | 1                    |
|  | Breznica Pljevlja         | Breznica Pljevlja         | 2                         |  |  | Spartak Myjava       | Spartak Myjava       | 0                    |
|  | Spartak Myjava            | Spartak Myjava            | 3                         |  |  |                      |                      |                      |

Torneio 11
Anfitrião:  Subotica
|  | Semifinais - 18 de Agosto | Semifinais - 18 de Agosto | Semifinais - 18 de Agosto |  |  | Final - 21 de Agosto | Final - 21 de Agosto | Final - 21 de Agosto |
|  |                           |                           |                           |  |  |                      |                      |                      |
|  |                           |                           |                           |  |  | Subotica             | Subotica             | 1                    |
|  | SK Brann                  | SK Brann                  | 1                         |  |  | SK Brann             | SK Brann             | 3                    |
|  | ALG Spor                  | ALG Spor                  | 0                         |  |  |                      |                      |                      |

### Caminho da Liga
Torneio 1
Anfitrião:  Glasgow City
|  | Semifinais   | Semifinais       |      |              | Final          | Final |  |
|  |              |                  |      |              |                |       |  |
|  | 18 de Agosto |                  |      |              |                |       |  |
|  | Paris        | 3                |      |              |                |       |  |
|  | Servette     | 0                |      |              |                |       |  |
|  |              |                  |      |              |                |       |  |
|  |              |                  |      |              | 21 de Agosto   |       |  |
|  |              |                  |      |              | Paris          | 0(4)  |  |
|  |              | Roma (pro) (pen) | 0(5) |              |                |       |  |
|  |              |                  |      |              |                |       |  |
|  |              |                  |      |              |                |       |  |
|  |              |                  |      |              | Terceiro lugar |       |  |
|  | 18 de Agosto | 18 de Agosto     |      | 21 de Agosto | 21 de Agosto   |       |  |
|  | Glasgow City | 1                |      | Servette     | 1              |       |  |
|  | Roma         | 3                |      |              | Glasgow City   | 0     |  |

Torneio 2
Anfitrião:  Rosenborg
|  | Semifinais   | Semifinais   |   |              | Final          | Final |  |
|  |              |              |   |              |                |       |  |
|  | 18 de Agosto |              |   |              |                |       |  |
|  | FC Minsk     | 2            |   |              |                |       |  |
|  | Slovácko     | 1            |   |              |                |       |  |
|  |              |              |   |              |                |       |  |
|  |              |              |   |              | 21 de Agosto   |       |  |
|  |              |              |   |              | FC Minsk       | 0     |  |
|  |              | Rosenborg    | 1 |              |                |       |  |
|  |              |              |   |              |                |       |  |
|  |              |              |   |              |                |       |  |
|  |              |              |   |              | Terceiro lugar |       |  |
|  | 18 de Agosto | 18 de Agosto |   | 21 de Agosto | 21 de Agosto   |       |  |
|  | Breiðablik   | 2            |   | Slovácko     | 0              |       |  |
|  | Rosenborg    | 4            |   |              | Breiðablik     | 3     |  |

Torneio 3
Anfitrião:  Fortuna Hjørring
|  | Semifinais          | Semifinais          |   |                     | Final            | Final |  |
|  |                     |                     |   |                     |                  |       |  |
|  | 18 de Agosto        |                     |   |                     |                  |       |  |
|  | Ajax                | 3                   |   |                     |                  |       |  |
|  | Kristianstads       | 1                   |   |                     |                  |       |  |
|  |                     |                     |   |                     |                  |       |  |
|  |                     |                     |   |                     | 21 de Agosto     |       |  |
|  |                     |                     |   |                     | Ajax             | 2     |  |
|  |                     | Eintracht Frankfurt | 1 |                     |                  |       |  |
|  |                     |                     |   |                     |                  |       |  |
|  |                     |                     |   |                     |                  |       |  |
|  |                     |                     |   |                     | Terceiro lugar   |       |  |
|  | 18 de Agosto        | 18 de Agosto        |   | 21 de Agosto        | 21 de Agosto     |       |  |
|  | Fortuna Hjørring    | 0                   |   | Kristianstads (pro) | 3                |       |  |
|  | Eintracht Frankfurt | 2                   |   |                     | Fortuna Hjørring | 2     |  |

Torneio 4
Anfitrião:  Real Madrid
|  | Semifinais      | Semifinais      |   |              | Final          | Final |  |
|  |                 |                 |   |              |                |       |  |
|  | 18 de Agosto    |                 |   |              |                |       |  |
|  | Real Madrid     | 6               |   |              |                |       |  |
|  | Sturm Graz      | 0               |   |              |                |       |  |
|  |                 |                 |   |              |                |       |  |
|  |                 |                 |   |              | 21 de Agosto   |       |  |
|  |                 |                 |   |              | Real Madrid    | 1     |  |
|  |                 | Manchester City | 0 |              |                |       |  |
|  |                 |                 |   |              |                |       |  |
|  |                 |                 |   |              |                |       |  |
|  |                 |                 |   |              | Terceiro lugar |       |  |
|  | 18 de Agosto    | 18 de Agosto    |   | 21 de Agosto | 21 de Agosto   |       |  |
|  | Manchester City | 6               |   | Sturm Graz   | 5              |       |  |
|  | Tomiris-Turan   | 0               |   |              | Tomiris-Turan  | 1     |  |

## Segunda eliminatória
O sorteio da segunda eliminatória foi realizado em 1 de Setembro de 2022, às 13:00 CEST.As partidas de ida foram realizados em 20 e 21 de Setembro de 2022, e as partidas de volta em 28 e 29 de Setembro de 2022.
Os vencedores das eliminatórias avançam para a fase de grupos. 

### Caminho dos Campeões
| Equipe 1            | Total | Equipe 2     | 1.º jogo | 2.º jogo |
| ------------------- | ----- | ------------ | -------- | -------- |
| Zhytlobud-2 Kharkiv | 2–3   | Vllaznia     | 1–1      | 1–2      |
| SFK 2000 Sarajevo   | 0–10  | Zürich       | 0–7      | 0–3      |
| Rangers             | 3–5   | Benfica      | 2–3      | 1–2      |
| KuPS                | 2–3   | St. Pölten   | 0–1      | 2–2      |
| Valur               | 0–1   | Slavia Praha | 0–1      | 0–0      |
| SK Brann            | 2–4   | Rosengård    | 1–1      | 1–3      |
| HB Køge             | 1–3   | Juventus     | 1–1      | 0–2      |

### Caminho da Liga
| Equipe 1            | Total | Equipe 2          | 1.º jogo | 2.º jogo |
| ------------------- | ----- | ----------------- | -------- | -------- |
| Arsenal             | 3–2   | Ajax              | 2–2      | 1–0      |
| Paris Saint-Germain | 4–1   | BK Häcken         | 2–1      | 2–0      |
| Real Sociedad       | 1–4   | Bayern de Munique | 0–1      | 1–3      |
| Rosenborg           | 1–5   | Real Madrid       | 0–3      | 1–2      |
| Sparta Praga        | 2–6   | Roma              | 1–2      | 1–4      |

## Fase de grupos
O sorteio foi realizado em 3 de Outubro de 2022 e as 16 equipes foram divididas em quatro grupos de 4 equipes.

### Grupo A
| Pos. | Equipe              | Pts | J | V | E | D | GP | GC | SG  |
| ---- | ------------------- | --- | - | - | - | - | -- | -- | --- |
| 1    | Chelsea             | 16  | 6 | 5 | 1 | 0 | 19 | 1  | +18 |
| 2    | Paris Saint-Germain | 10  | 6 | 3 | 1 | 2 | 11 | 5  | +6  |
| 3    | Real Madrid         | 8   | 6 | 2 | 2 | 2 | 9  | 6  | +3  |
| 4    | Vllaznia            | 0   | 6 | 0 | 0 | 6 | 1  | 28 | -27 |

|                     | CHE | PSG | RMA | VLL |
| ------------------- | --- | --- | --- | --- |
| Chelsea             |     | 3—0 | 2—0 | 8—0 |
| Paris Saint-Germain | 0—1 |     | 2—1 | 5—0 |
| Real Madrid         | 1—1 | 0—0 |     | 5—1 |
| Vllaznia            | 0—4 | 0—4 | 0—2 |     |

### Grupo B
| Pos. | Equipe       | Pts | J | V | E | D | GP | GC | SG  |
| ---- | ------------ | --- | - | - | - | - | -- | -- | --- |
| 1    | Wolfsburg    | 14  | 6 | 4 | 2 | 0 | 19 | 5  | +14 |
| 2    | Roma         | 13  | 6 | 4 | 1 | 1 | 16 | 8  | +8  |
| 3    | St. Pölten   | 4   | 6 | 1 | 1 | 4 | 7  | 22 | -15 |
| 4    | Slavia Praha | 2   | 6 | 0 | 2 | 4 | 1  | 8  | -7  |

|              | WOL | PRA | POL | ROM |
| ------------ | --- | --- | --- | --- |
| Wolfsburg    |     | 0—0 | 4—0 | 4—2 |
| Slavia Praha | 0—2 |     | 0—1 | 0—3 |
| St. Pölten   | 2—8 | 1—1 |     | 3—4 |
| Roma         | 1—1 | 1—0 | 5—0 |     |

### Grupo C
| Pos. | Equipe   | Pts | J | V | E | D | GP | GC | SG  |
| ---- | -------- | --- | - | - | - | - | -- | -- | --- |
| 1    | Arsenal  | 13  | 6 | 4 | 1 | 1 | 19 | 5  | +14 |
| 2    | Lyon     | 11  | 6 | 3 | 2 | 1 | 10 | 6  | +4  |
| 3    | Juventus | 9   | 6 | 2 | 3 | 1 | 9  | 3  | +6  |
| 4    | Zürich   | 0   | 6 | 0 | 0 | 6 | 2  | 26 | -24 |

|          | LYO | ARS | JUV | ZUR |
| -------- | --- | --- | --- | --- |
| Lyon     |     | 1—5 | 0—0 | 4—0 |
| Arsenal  | 0—1 |     | 1—0 | 3—1 |
| Juventus | 1—1 | 1—1 |     | 5—0 |
| Zürich   | 0—3 | 1—9 | 0—2 |     |

### Grupo D
| Pos. | Equipe            | Pts | J | V | E | D | GP | GC | SG  |
| ---- | ----------------- | --- | - | - | - | - | -- | -- | --- |
| 1    | Barcelona         | 15  | 6 | 5 | 0 | 1 | 29 | 6  | +23 |
| 2    | Bayern de Munique | 15  | 6 | 5 | 0 | 1 | 14 | 7  | +7  |
| 3    | Benfica           | 6   | 6 | 2 | 0 | 4 | 8  | 21 | -13 |
| 4    | Rosengård         | 0   | 6 | 0 | 0 | 6 | 3  | 20 | -17 |

|                   | BAR | BAY | ROS | BEN |
| ----------------- | --- | --- | --- | --- |
| Barcelona         |     | 3—0 | 6—0 | 9—0 |
| Bayern de Munique | 3—1 |     | 2—1 | 2—0 |
| Rosengård         | 1—4 | 0—4 |     | 1—3 |
| Benfica           | 2—6 | 2—3 | 1—0 |     |

## Fase Final
A fase final da Liga dos Campeões da UEFA de futebol Feminino de 2022–23 começará em 21 de março de 2023 com as quartas de final e terminará com a final em 4 de junho de 2023 no Philips Stadion em Eindhoven, Holanda, para decidir os campeões da Liga dos Campeões da UEFA de futebol Feminino de 2022–23.

### Equipes classificadas
| Grupo | Líderes de grupo (cabeças de chave) | Vice-líderes de grupo |
| ----- | ----------------------------------- | --------------------- |
| A     | Chelsea                             | Paris Saint-Germain   |
| B     | Wolfsburg                           | Roma                  |
| C     | Arsenal                             | Lyon                  |
| D     | Barcelona                           | Bayern de Munique     |

### Esquema
|  | Quartas-de-final  | Quartas-de-final | Quartas-de-final | Quartas-de-final |   |                       | Semifinais                | Semifinais                | Semifinais                | Semifinais                |  |  | Final      | Final      | Final      | Final      |
|  | 21 a 30 de março  | 21 a 30 de março | 21 a 30 de março | 21 a 30 de março |   |                       | 22 de abril a 30 de abril | 22 de abril a 30 de abril | 22 de abril a 30 de abril | 22 de abril a 30 de abril |  |  | 3 de junho | 3 de junho | 3 de junho | 3 de junho |
|  |                   |                  |                  |                  |   |                       |                           |                           |                           |                           |  |  |            |            |            |            |
|  | Lyon              | 0                | 2                | 2(3)             |   |                       |                           |                           |                           |                           |  |  |            |            |            |            |
|  | Chelsea           | 1                | 1                | 2(4)             |   |                       |                           |                           |                           |                           |  |  |            |            |            |            |
|  | Chelsea           | 1                | 1                | 2(4)             |   | Chelsea               | 0                         | 1                         | 1                         |                           |  |  |            |            |            |            |
|  |                   |                  |                  |                  |   | Chelsea               | 0                         | 1                         | 1                         |                           |  |  |            |            |            |            |
|  |                   | Barcelona        | 1                | 1                | 2 |                       |                           |                           |                           |                           |  |  |            |            |            |            |
|  | Roma              | Barcelona        | 1                | 1                | 2 | 0                     | 1                         | 1                         |                           |                           |  |  |            |            |            |            |
|  | Roma              |                  |                  |                  |   | 0                     | 1                         | 1                         |                           |                           |  |  |            |            |            |            |
|  | Barcelona         | 1                | 5                | 6                |   |                       |                           |                           |                           |                           |  |  |            |            |            |            |
|  |                   |                  |                  |                  |   |                       |                           |                           |                           |                           |  |  | Barcelona  | 3          |            |            |
|  |                   |                  | VfL Wolfsburg    | 2                |   |                       |                           |                           |                           |                           |  |  |            |            |            |            |
|  | PSG               | 0                | 1                | 1                |   |                       |                           |                           |                           |                           |  |  |            |            |            |            |
|  | VfL Wolfsburg     | 1                | 1                | 2                |   |                       |                           |                           |                           |                           |  |  |            |            |            |            |
|  | VfL Wolfsburg     | 1                | 1                | 2                |   | VfL Wolfsburg (a.e.t) | 2                         | 3                         | 5                         |                           |  |  |            |            |            |            |
|  |                   |                  |                  |                  |   | VfL Wolfsburg (a.e.t) | 2                         | 3                         | 5                         |                           |  |  |            |            |            |            |
|  |                   | Arsenal          | 2                | 2                | 4 |                       |                           |                           |                           |                           |  |  |            |            |            |            |
|  | Bayern de Munique | Arsenal          | 2                | 2                | 4 | 1                     | 0                         | 1                         |                           |                           |  |  |            |            |            |            |
|  | Bayern de Munique |                  |                  |                  |   | 1                     | 0                         | 1                         |                           |                           |  |  |            |            |            |            |
|  | Arsenal           | 0                | 2                | 2                |   |                       |                           |                           |                           |                           |  |  |            |            |            |            |

## Ver Também
- Liga dos Campeões da UEFA de 2022–23

## Ligações Externas
- Site Oficial da competição